# Tesla Model 3
Tesla Model 3 är en elektrisk sedan tillverkad av den amerikanska biltillverkaren Tesla. Den presenterades den 31 mars 2016, och tillverkningen påbörjades i mitten av 2017. Grundmodellen har år 2024 en räckvidd på 438 km, medan Performance varianten kan accelerera från 0-100 (km/h) på under tre sekunder. Bilen rymmer fem personer inklusive föraren. Det lägre priset för Model 3, jämfört med Model S och Model X, uppnåddes genom skalfördelar vid fabriken Gigafactory 1 som sänkte kostnaden för batterier genom att ha en förenklad tillverkningsprocess, samt genom att Model 3 är cirka 20% mindre än Tesla Model S. Tesla Model 3 ligger i samma produktsegment som till exempel Audi A4, Mercedes C-klass och BMW 3-serie. Inom endast första veckan efter presentationen av bilen, mottog Tesla 325 000 reservationer, vilket motsvarar mer än tre gånger så många bilar som Tesla hade sålt dittills.

## Översikt
I samband med presentationen av Tesla Model 3 den 31 mars 2016 presenterades följande information: Tesla Model 3 har i grundutförande en räckvidd på minst 215 miles (346 km), bekvämt plats för 5 vuxna, samt bagageutrumme både fram och bak. Bilen kan accelerera från 0–60 mph (96 km/h) på 5,6 sekunder. Alla bilar har hårdvara för full autonom körning (nivå 5). Tillvalen kommer bland annat vara längre räckvidd, fyrhjulsdrift, autonom körning (nivå 2-5) och snabbare acceleration. Model 3 beräknas ha en luftmotståndskoefficient på Cd = 0,21, vilket är lägre än motsvarande värde för både Tesla Model S och Model X som båda har Cd = 0,24. Detta kommer ge bilen en av marknadens lägsta luftmotstånd, vilket är en viktig faktor för att öka räckvidden.
Under presentationen avslöjades även att grundmodellen skulle komma att kosta $35 000 före eventuella statliga subventioner, Elon Musk har i efterhand tillkännagett att han räknar med att den genomsnittliga Model 3-bilen som säljs kommer kosta ca $42 000, beroende på kundernas tillval. Deadline för underleverantörer att leverera, sattes till juli 2017, och produktionen startades kort därefter. Flaskhalsar i produktionen har gjort att Tesla ännu inte har nått det uppsatta målet för produktionstakten. Produktionen beräknas uppnå till en produktionstakt om 500 000 bilar per år i slutet av 2018. Denna siffra sattes först som mål till 2020, men då efterfrågan var större än förväntat tidigarelades planen.

## Historia
Planerna på en bil för massproduktion tillkännagavs för första gången i ett känt blogginlägg, 2 år innan Tesla levererade den första Roadstern. Det var från början tänkt att bilen skulle heta Tesla Model E, eftersom Elon Musk med de tre existerande modellerna ville stava till "SEX". På grund av ett registrerat varumärke hos Ford var detta dock inte möjligt, utan de fick nöja sig med Model 3 och "S3X".

### Design
2013 nämnde Teslas designchef Franz von Holzhausen att bilen skulle likna Audi A4, BMW 3-serie och Mercedes C-klass som erbjöd "allt": Räckvidd, överkomlighet och prestanda till ett pris på $30 000, allt i en bil riktad för massmarknaden. Den skulle också bli 20 procent mindre än Model S och ha en mer unik design än Model S. Designen visades upp för första gången den 31 mars 2016, men väntas slutföras före juli 2016.

### Reservationer

Model 3 stiliserades i början med tre linjer, men skrivs nu med siffran 3.

Tesla erbjöd kunder att lägga en reservation för Tesla Model 3 i deras butiker, med start vid butikernas öppningstid den 31 mars 2016. För att lägga reservationen krävdes en handpenning på $1000 (en reservation kostar 10 000 SEK i Sverige) som är återbetalbar innan beställningen bekräftats. Reservationer online öppnade 19.30 PT den 31 mars 2016, en timme innan själva eventet startade. Under eventet tillkännagavs att antalet reservationer passerat 115 000, och inom en vecka därpå passerade antalet 325 000. Med ett genomsnittspris på $42 000 och villkoret att lika många går vidare med sin reservation till beställning uppskattas ordern ha ett värde på 14 miljarder US-dollar.

## Specifikationer

### Utrustning
- Räckvidd enligt WLTP-körcykeln:
  - Long Range: 614 km
  - Performance: 567 km
  - Standard Range: 448 km
- Längd: 184,8 tum = 469,4 cm[12]

- Övriga dimensioner (uppskattade):[13]
  - Bredd: 1,885 meter
  - Höjd: 1,435 meter
  - Hjulbas: 2,870 meter
- 5 säten för vuxna[14]
- Lastutrymme: 542 liter
- Hårdvara för fullständig autonom körning och aktiva säkerhetsfunktioner[15]
- Hjuldrivning:
  - Long Range: Fyrhjuldrift med dubbla motorer
  - Performance: Fyrhjuldrift med dubbla motorer
  - Standard Range: Bakhjulsdrift
- 0–100 km/h: 
  - Long Range: 4,4 sekunder
  - Performance: 3,3 sekunder
  - Standard Range: 5,6 sekunder
- Förväntad luftmotståndskoefficient: Cd=0,21
- Främre och bakre bagageutrymmen[14]
- Centralt monterad 15-tums LCD pekskärm i landskapsorientation[16]
- Andra styrfunktioner än de som visades upp vid presentationen[17]
  - ..."känns som ett rymdskepp" enligt Elon Musk[17]
- Bakre delen av taket är en ouppdelad bit glas
  - Startar ungefär vid B-stolpen
- Universal laddlösning
- Vegansk interiör (konstläder)
- Laddlösning
  - Tesla Supercharger[15] Betalning per användning[12]
  - CCS Combo 2 Adapter (upp till 120 kW)
  - Tesla Mobile Connector (ingår vid leverans)
  - Type 2-kabel

### Tillvalsfunktioner
- Fullständig autonomi (Level 5), lanseras gradvis genom löpande mjukvaruuppdateringar[18]
- Dragkrok
- Fälgar, färg, vinterdäck